# Phillyrea
Phillyrea L., 1753 è un genere di arbusti e piccoli alberi sempreverdi della famiglia delle Oleacee.
Sono tipici componenti della macchia mediterranea.

## Descrizione
Le specie di questo genere sono piante legnosa che possono raggiungere l'altezza di 6–7 m (piccolo albero).
Le foglie sono semplici, opposte, sempreverdi.
I fiori sono dioici, piccoli, bianchi, con 4 sepali e 4 petali riuniti parzialmente in un breve tubo. I fiori sono raccolti in brevi grappoli ascellari.
I frutti sono drupe carnose, nere a maturazione, vagamente simili alle olive, ma più piccoli, più rotondi e riuniti in grappoli.

## Distribuzione e habitat
Il genere Phillyrea è limitato al bacino del Mediterraneo.

## Tassonomia
Il genere comprende due specie:

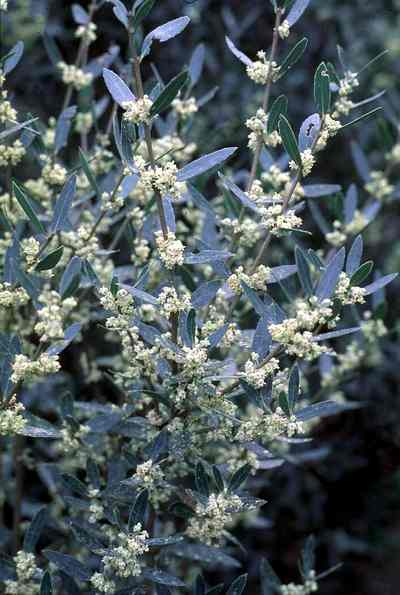
Phillyrea angustifolia

- Phillyrea latifolia L. (a foglie larghe)
- Phillyrea angustifolia L. (a foglie strette)